# Dhammayuttika Nikaya
Le Dhammayuttika Nikaya, ou Thammayut Nikaya (Thaï: ธรรมยุติกนิกาย, ธรรมยุต; Khmer: ធម្មយុត្តិក និកាយ) est un ordre monastique du bouddhisme theravāda présent en Thaïlande, au Cambodge et au Laos.
Il est, en termes de nombres de fidèles, le second ordre en Thaïlande et au Cambodge, derrière le Maha Nikaya ou Mahanikay.

## Naissance en Thaïlande

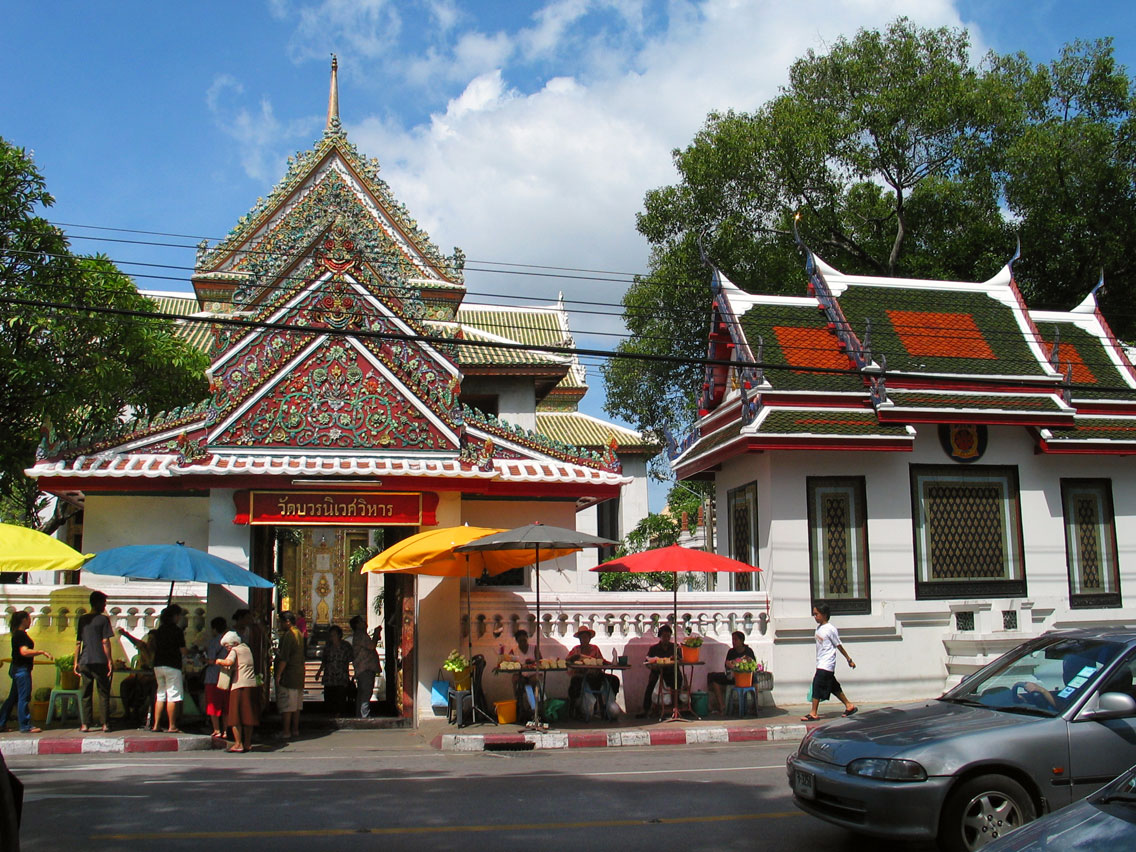
Entrée du Wat Bowonniwet

L’ordre fut fondé en 1833 par le prince Mongkut. Ce dernier, qui devint roi sous le nom de Rama IV, fut d'abord Bhikkhu pendant 27 ans (de 1824 à 1851). Il devint également le premier supérieur du Wat Bowonniwet Vihara en 1836. Durant ces années, il avait voulu réformer les règles de discipline monastique et les rendre plus proches de celles des canons Pālis enseignés dans les pagodes. Il voulait aussi supprimer les différentes pratiques superstitieuses qui avec le temps étaient devenues parties intégrantes du bouddhisme siamois.
Il voulait également concilier le bouddhisme avec les dernières découvertes scientifiques, notamment pour lutter contre certains enseignements missionnaires qui laissait entendre que la conversion au christianisme était un passage obligé pour accéder au progrès. L’ordre se voulant moderniste, en contradiction sur ce point avec le clergé existant, plutôt traditionaliste, il recrutait ses adeptes essentiellement parmi les élites urbaines et les hauts dignitaires. Rama IV, puis on successeur Chulalongkorn veilleront toutefois à ne pas rompre totalement avec l’ordre Maha Nikaya qui reste, de nos jours encore, majoritaire dans le pays. Les rapports seront définitivement réglés par le Sangha Act de 1902 qui reconnut le Dhammayuttika comme l’une des deux formes du bouddhisme theravāda thaïlandais.

## Implantation au Cambodge

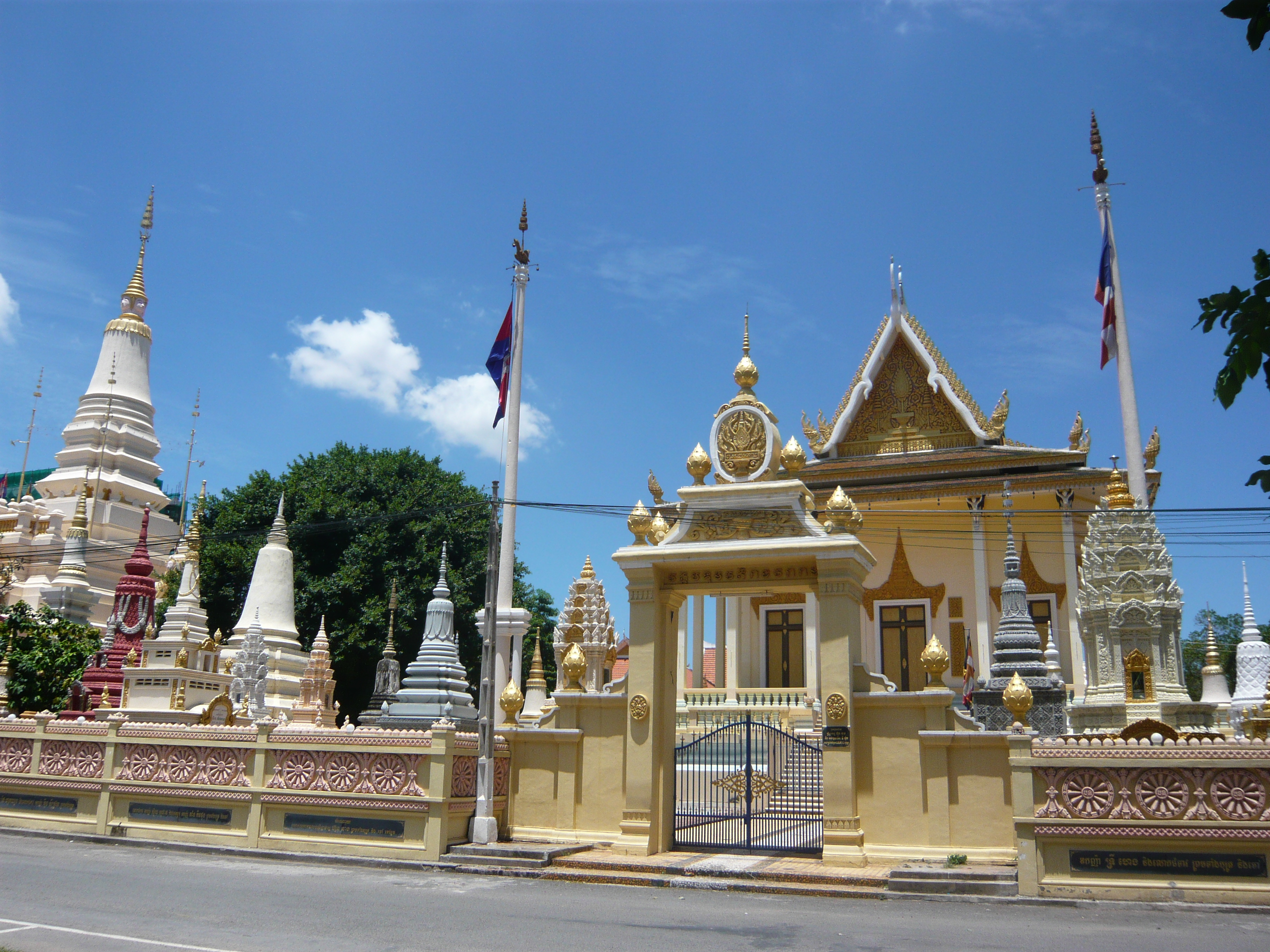
Entrée du Wat Botum

En 1855, le roi Norodom invitait un moine Dhammayuttika khmer formé à Bangkok à venir créer une branche de l’ordre au Cambodge. Maha Pan, car tel était son nom devint ainsi le premier vénérable de l’ordre et résidait au Wat Botum, une nouvelle pagode érigée par le souverain khmer pour les moines Dhammayuttika. L’ordre bénéficiait alors du soutien royal, mais engendrait également quelques craintes à cause de ses liens supposés avec la monarchie siamoise. Limité au départ à quelques membres de la famille royale, l’ordre va connaitre, au début du XXe siècle, un essor dans les classes dirigeantes.
Dans les années 1970, l’ordre fut une cible toute particulière du régime khmer rouge car outre la volonté des dirigeants du Kampuchéa démocratique de fermer les pagodes il lui était également reproché ses liens étroits avec les anciennes élites.

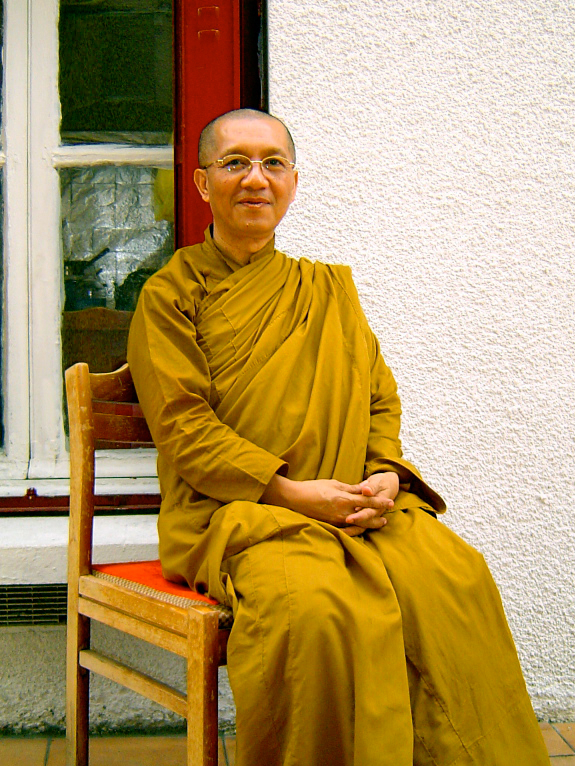
Sangharajah Bour Kry, Grand Patriarche de l'ordre au Cambodge depuis 1991

Lors de la chute du Kampuchéa démocratique, quand les pagodes furent rouvertes, les rares survivants Dhammayuttika, proches de la famille royale, étaient alors pour la plupart réfugiés à l’étranger et leur exil allait encore durer une décennie. La renaissance des Sangha (communautés bouddhistes) allait de ce fait être l’œuvre quasi exclusive de dignitaires Maha Nikaya dont la congrégation avait toujours été largement majoritaire et qui allaient même investir des pagodes anciennement tenues par des moines Dhammayuttika . De plus, en septembre 1981, un responsable Maha Nikaya proche du pouvoir, le vénérable Tep Vong, fut élu à la tête d’une communauté « unifiée » où la division entre les deux ordres avait été officiellement abolie. La situation restera figée jusqu’au retour de Norodom Sihanouk au Cambodge, en 1991. Peu avant, le monarque avait tenu à ressusciter la congrégation Dhammayuttika et avait officiellement nommé à sa tête le vénérable Bour Kry qui l’accompagnait à son arrivée à Phnom Penh et qui durant son exil avait développé les communautés bouddhistes au sein de la diaspora cambodgienne en France. Le Sangharajah Bour Kry demandait à reprendre possession de la pagode Wat Botum, qui était occupé depuis 1979 par la hiérarchie Maha Nikaya. D’âpres négociations s’engageaient alors et débouchèrent sur un compromis : une partie du terrain de la pagode fut cédée au Grand Patriarche pour qu’il puisse y construire un bâtiment à côté de l’existant dont Tep Vong gardait la jouissance.